# Christophe (album, 1972)
Pour les articles homonymes, voir Christophe.
 (avril 2020).
 (avril 2020).
Albums de Christophe
Christophe
(1967) Les Paradis perdus
(1973)
Christophe est le troisième album studio de Christophe, paru en 1972. Il est souvent identifié par le titre de sa première chanson, Main dans la main.

## Liste des pistes
| No  | Titre                        | Durée |
| --- | ---------------------------- | ----- |
| 1.  | Main dans la main            | 2:57  |
| 2.  | La Petite Fille du troisième | 2:43  |
| 3.  | Mère tu es la seule          | 4:25  |
| 4.  | Fait chaud ce soir           | 2:54  |
| 5.  | Mes passagères               | 2:55  |
| 6.  | Oh ! Mon amour               | 2:50  |
| 7.  | Mal                          | 3:34  |
| 8.  | Good bye, je reviendrai      | 2:50  |
| 9.  | Nue comme la mer             | 3:10  |
| 10. | Épouvantail                  | 3:23  |